# Barbara Feldmann (Journalistin)
Barbara Feldmann (* 2. September 1944; † 12. Mai 2023) war eine deutsche Journalistin und Hörfunkregisseurin. Sie war überwiegend für den Hessischen Rundfunk tätig.

## Auszeichnungen
- 1975: Kurt-Magnus-Preis[3]

## Werke
- 96 Folgen Sandmännchen zusammen mit dem Klappmaul Theater. Regie: Barbara Feldmann. Focus-Film / ARD 1981–1985.[4]
- Susann Heenen-Wolff: Steinhagel gegen die Tristesse. Über den sozialen Protest in französischen Vorstädten. Radio-Feature. Regie: Barbara Feldmann. Hessischer Rundfunk 1991.
- Patrick Conley: Beton. Leben in der Hochhaussiedlung. Radio-Feature. Regie: Barbara Feldmann. Hessischer Rundfunk 1995.
- Der kleine Waschlappen. Ein Hörspiel über Angsthaben, Angstmachen und Angstaushalten. Erzähler: Hans Korte. Regie: Barbara Feldmann und Michael Kloss. Mörfelden-Walldorf: Dickworz-Bladde-Verlag, 2003.